# Our Grand Despair
Our Grand Despair è un film del 2011 diretto da Seyfi Teoman, tratto dall'omonimo romanzo dello scrittore turco Baris Bicakci.
È stato presentato in concorso alla 61ª edizione del Festival di Berlino.

## Trama
Ender e Çetin sono due trentenni amici dai tempi della scuola che condividono un appartamento. La loro vita scorre tranquilla fino a quando accettano di ospitare la sorella di un loro amico, la timida studentessa universitaria Nihal che sta cercando di superare il trauma della morte dei genitori. La convivenza si rivelerà più piacevole del previsto per ciascuno dei tre, anche se porterà con sé impreviste complicazioni sentimentali.

## Distribuzione
Dopo l'anteprima del 16 febbraio 2011 al Festival di Berlino, il film è stato distribuito in Turchia a partire dal 15 aprile.
Sempre nel 2011 è stato proiettato al Jerusalem Film Festival il 9 luglio, al Festival di Zurigo il 24 settembre e al Tokyo International Film Festival il 24 ottobre.

## Critica
Secondo Jay Weissberg della rivista Variety, il film «contiene un elefante nella stanza così enorme da oscurare ogni rapporto nel film e rendere i conseguenti sviluppi emotivi non convincenti. Teoman è un buon regista, ma sarà difficile per gli spettatori occidentali vedere la relazione maschile al centro di Our Grand Despair senza concludere che, se l'amore platonico sicuramente esiste, "l'amore che non osa pronunciare il suo nome" resta qui sublimato e soffocato».

## Riconoscimenti
- 2011 - Festival internazionale del cinema di Berlino
  - Nomination Orso d'oro per il miglior film
- 2011 - Istanbul International Film Festival
  - Tulipano d'oro per la miglior fotografia a Birgit Gudjonsdottir
  - People's Choice Award a Seyfi Teoman
  - Premio speciale della giuria a Seyfi Teoman
- 2011 - Festival di Norimberga "Turchia-Germania"
  - Miglior film
  - Premio della critica
- 2011 - Oslo Films from the South Festival
  - Nomination miglior film